# Гра Моллі
«Гра Моллі» (англ. Molly's Game) — американська біографічна кінодрама режисера і сценариста Аарона Соркіна, що вийшла 2017 року. Стрічка є екранізацією книги-спогадів «Molly's Game: From Hollywood's Elite to Wall Street's Billionaire Boys Club, My High-Stakes Adventure in the World of Underground Poker» Моллі Блум і розповідає про колишню олімпійську чемпіонку, яка створила підпільне казино для голлівудських знаменитостей. У головних ролях Джессіка Честейн, Ідріс Ельба, Кевін Костнер.
Вперше фільм продемонстрували 8 вересня 2017 року у Канаді на Міжнародному кінофестивалі у Торонто, а у широкому кінопрокаті в Україні прем'єра відбулася 1 лютого 2018 року.

## Сюжет
Моллі Блум — лижниця світового класу з олімпійськими устремліннями, яка тренується під керівництвом владного батька. Під час відбору на Зимові Олімпійські ігри 2002 Моллі отримує важку травму і завершує кар'єру.
Відклавши плани про юридичну школу, Моллі вирішує взяти відпустку на рік і переїхати до Лос-Анджелеса. Після приїзду вона влаштовується в бар, де зустрічає Діна, хвалькуватого, але невдачливого програміста. Вона стає його офіс-менеджеркою, і незабаром він втягує їх у свій підпільний покер. Багато відомих і багатих людей, такі як кінозірки, банкіри і спортсмени, беруть участь в іграх Діна; вона заробляє великі суми, лише тільки чайовими.
Моллі спочатку не обізнана про правила покеру, але швидко дізнається, як звернутися до гравців, щоб отримати поради. Зокрема, вона сподівається порадувати найуспішнішого гравця, Гравця X, за рахунок залучення нових гравців. Дін, побачивши, що Моллі стає все незалежнішою, намагається контролювати її, але потім звільняє. Моллі, отримавши контакти за кілька років гри, вирішує створити свій власний клуб. Вона орендує пентхаус в готелі і наймає персонал для допомоги з організацією. Крім того, вона зв'язується зі співробітниками в клубах і казино, щоб спробувати поширити інформацію про свій клуб. Гравець X, разом з багатьма іншими гравцями, вирішують залишити клуб Діна, щоб грати з Моллі. Моллі стає все успішнішою, отримуючи більше грошей, в той час як на неї тиснуть, щоб підняти ставки. Гарлан Еастіс, консервативний гравець, який стає все більш нав'язливим, приєднується до неї. Попри великі програші, Еастіс продовжує грати; Моллі дізнається, що Гравець X фінансував Еастіса, щоб тримати його в грі. Після того, як Моллі лає його за неетичні дії, Гравець X вирішує повернутися до клубу Діна, і до нього приєднуються інші гравці. Моллі залишається без клієнтів.
Моллі переїздить до Нью-Йорка, сподіваючись відкрити новий клуб. Після звернення до багатьох багатих нью-йоркців, Моллі знаходить достатньо гравців для декількох щотижневих ігор. Попри безперервний успіх, вона не в змозі покрити свої збитки, коли гравці не можуть заплатити. Один з її гравців в Лос-Анджелесі звинувачується в організації фінансової піраміди; Моллі допитують про те, хто був присутній на її іграх. В цей час Моллі стає все залежнішою від наркотиків. До її ігор підключаються багаті люди з російської мафії. До неї звертаються кілька членів італійської мафії, які пропонують свої послуги з вимагання грошей у боржників. Після того, як вона відмовляється, на неї нападають в її будинку, де її тримають під дулом пістолета і погрожують її матері. ФБР здійснює наліт на її клуб завдяки наведенню одного з гравців, Дугласа Дауні. Активи Моллі конфісковані, і вона повертається додому, щоб жити з матір'ю.
Два роки потому Моллі опублікувала книгу, в якій вона називає кількох людей, які грали в її клубі. Вона заарештована ФБР і звинувачена в причетності до незаконної азартної гри з мафією. Вона заручається допомогою Чарлі Джеффі, відомого і дорогого адвоката в Нью-Йорку, який погоджується допомогти після того, як Моллі каже, що у неї є понад 2 млн доларів в невитребуваних боргах з азартних ігор. Перебуваючи в Нью-Йорку в очікуванні суду, батько Моллі, Ларрі, шукає її і намагається примиритися з нею. Він визнає, що він був занадто владний і ставився до Моллі інакше, ніж до її братів, тому що вона знала про його справи. Чарлі читає книгу Моллі і зацікавлений у допомозі її справі, оскільки відчуває, що вона не здійснила достатньо серйозних правопорушень, щоб заслужити тюремного ув'язнення. Чарлі домовляється про угоду для Моллі — її гроші повертаються в обмін на її жорсткі диски і цифрові записи з азартних ігор. Моллі відмовляється від цієї угоди, побоюючись за інформацію про своїх гравців, які будуть звільнені, і визнає себе винною. Суддя, стверджуючи, що вона не здійснила серйозних злочинів, засуджує її до громадських робіт, умовного терміну і штрафу в розмірі 200 тисяч доларів.

## У ролях
| Актор               | Персонаж     | Роль                                             |
| ------------------- | ------------ | ------------------------------------------------ |
| Джессіка Честейн    | Моллі Блум   | колишня олімпійська чемпіонка                    |
| Ідріс Ельба         | Чарлі Джеффі | адвокат Моллі                                    |
| Кевін Костнер       | Ларрі Блум   | батько Моллі, психіатр                           |
| Майкл Сера          | Гравець Х    | відомий гравець у покер                          |
| Джеремі Стронг      | Дін Кіт      | забудовник                                       |
| Браян д'Арсі Джеймс | Поганий Бред | менеджер гедж-фонду                              |
| Кріс О'Дауд         | Дуглас Дауні | людина, яка представляє Моллі російським мафіозі |
| Білл Кемп           | Харлан Юстіс | карточний шулер                                  |
| Джо Кірі            | Коул         |                                                  |
| Рейчел Скарстен     | Лія          |                                                  |

## Створення фільму

### Знімальна група

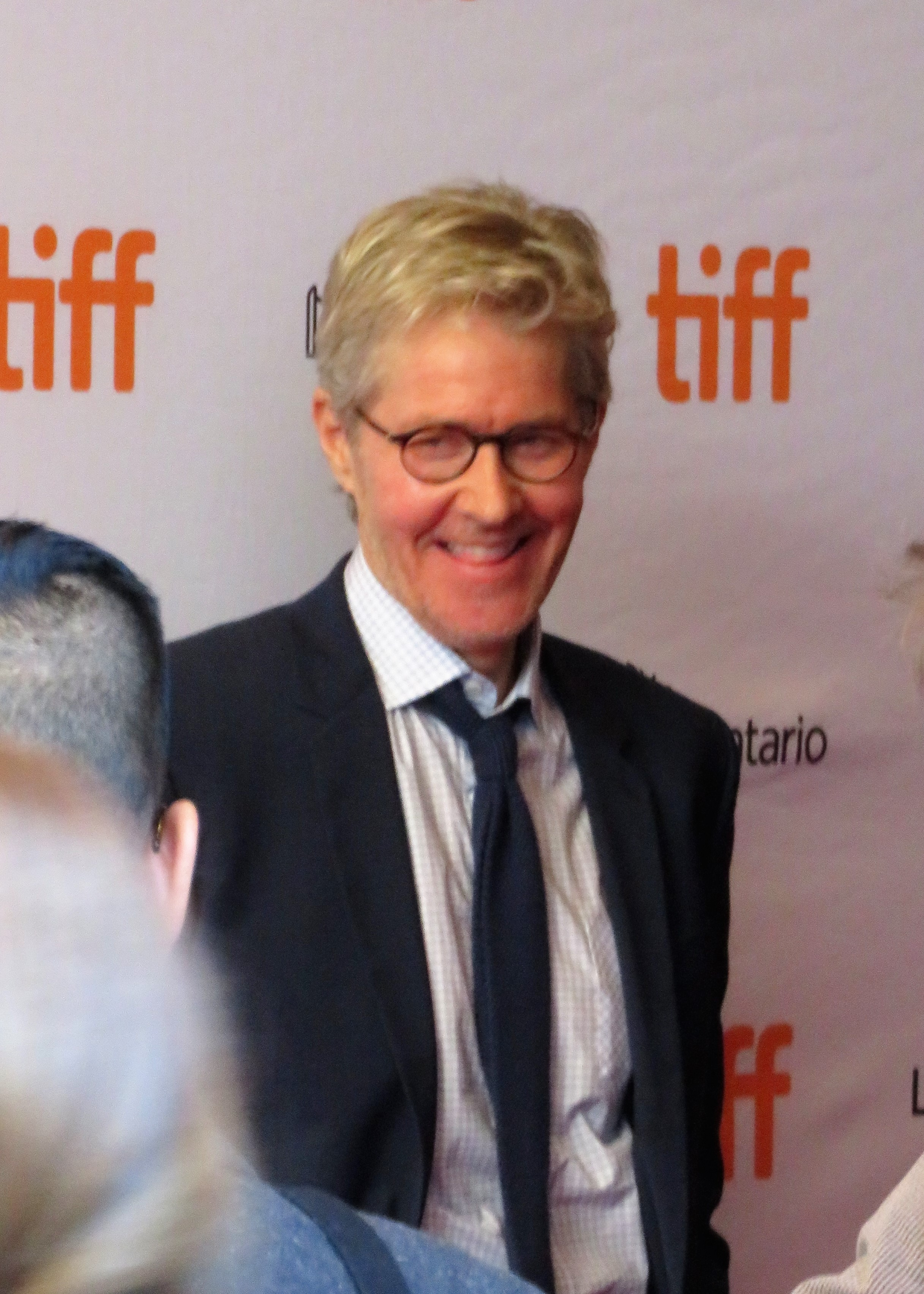

- Кінорежисер — Аарон Соркін
- Сценарист — Аарон Соркін
- Кінопродюсери — Марк Гордон, Метт Джексон, Емі Паскаль
- Виконавчі продюсери — Стюарт М. Бессер і Леопольдо Гот
- Композитор — Даніель Пембертон
- Кінооператор — Шарлотта Брюс Крістенсен
- Кіномонтаж — Алан Баумгартен, Елліот Грем і Джош Шеффер
- Підбір акторів — Франсін Майллер
- Артдиректор — Даґ Густі
- Художник по костюмах — Сьюзен Лялл[7].

## Сприйняття

### Оцінки і критика
Від кінокритиків фільм отримав схвальні відгуки: Rotten Tomatoes дав оцінку 81 % на основі 218 відгуків від критиків (середня оцінка 7,2/10). Загалом на сайті фільм має схвальні оцінки, фільму зарахований «стиглий помідор» від фахівців, Metacritic — 71/100 на основі 46 відгуків критиків. Загалом на цьому ресурсі від фахівців фільм отримав схвальні відгуки.
Від пересічних глядачів фільм отримав хороші оцінки: на Rotten Tomatoes 86 % зі середньою оцінкою 4/5 (8 705 голосів), фільму зарахований «попкорн», Metacritic — 7,3/10 (85 голосів), Internet Movie Database — 7,5/10 (49 402 голосів).
Юрій Самусенко на сайті «Moviegram.com.ua» написав, що «„Гра Моллі“ — це рідкісний випадок, коли запозичення із творчості колег зіграли на руку режисерові. За фільм він встигає детально прописати головних героїв і не забуває приділити достатньо уваги другорядним».

### Касові збори
Під час допрем'єрного показу у США, що розпочався 25 грудня 2017 року, протягом першого тижня фільм показали у 271 кінотеатрі і він зібрав 2 349 967 $, що на той час дозволило йому зайняти 13 місце серед усіх прем'єр. Під час прем'єрного показу у США, що розпочався 5 січня 2018 року, протягом першого тижня фільм показали у 1608 кінотеатрах і він зібрав 6 856 578 $, що на той час дозволило йому зайняти 7 місце серед усіх прем'єр. Показ фільму в США тривав 74 дні (11 тижнів), зібравши у прокаті 28 780 744 долари США, а у решті світу 24 515 680 $, тобто загалом 53 296 424 $ при бюджеті 30 млн доларів США.

## Нагороди та номінації
| Список нагород та номінацій | Список нагород та номінацій | Список нагород та номінацій    | Список нагород та номінацій | Список нагород та номінацій | Список нагород та номінацій |
| Кінофестиваль/Кінопремія    | Рік                         | Категорія                      | Номінант(и)                 | Результат                   | Дж                          |
| --------------------------- | --------------------------- | ------------------------------ | --------------------------- | --------------------------- | --------------------------- |
| Премія «Золотий глобус»     | 7.01.2018                   | Найкращий сценарій             | Аарон Соркін                | Номінація                   | [ 14 ] [ 15 ]               |
| Премія «Золотий глобус»     | 7.01.2018                   | Найкраща жіноча роль (драма)   | Джессіка Честейн            | Номінація                   | [ 14 ] [ 15 ]               |
| Премія «Оскар»              | 4.03.2018                   | Найкращий адаптований сценарій | Аарон Соркін                | Номінація                   | [ 16 ]                      |

### Виноски
1. 1 2  Гра Моллі. Ukrainian Film Distribution. Архів оригіналу за 27 вересня 2017. Процитовано 11 листопада 2017.
2. ↑  Molly's Game (англійською) . Toronto International Film Festival Inc. Архів оригіналу за 16 серпня 2017. Процитовано 27 вересня 2017.
3. 1 2  Molly's Game: Release Info (англійською) . Internet Movie Database. Архів оригіналу за 14 грудня 2017. Процитовано 27 вересня 2017.
4. 1 2  Гра Моллі. Kino-teatr.ua. Архів оригіналу за 11 листопада 2017. Процитовано 11 листопада 2017.
5. 1 2  Anthony D'Alessandro (3 січня 2018). ‘Insidious: The Last Key’ To Scare Up Biz In Strong Holiday Holdover Period – Box Office Preview (англійською) . Deadline.com. Архів оригіналу за 4 січня 2018. Процитовано 10 січня 2018.
6. ↑  Molly's Game (англійською) . Box Office Mojo. Архів оригіналу за 30 грудня 2017. Процитовано 10 січня 2018.
7. ↑  Molly's Game: Full Cast & Crew (англійською) . Internet Movie Database. Архів оригіналу за 14 грудня 2017. Процитовано 27 вересня 2017.
8. 1 2  Molly's Game (англійською) . Rotten Tomatoes. Архів оригіналу за 11 січня 2018. Процитовано 2 лютого 2018.
9. 1 2  Molly's Game (англійською) . Metacritic. Архів оригіналу за 11 січня 2018. Процитовано 2 лютого 2018.
10. ↑  Molly's Game (англійською) . Internet Movie Database. Архів оригіналу за 1 лютого 2018. Процитовано 2 лютого 2018.
11. ↑  Юрій Самусенко (4 лютого 2018). Гра Моллі. Боягузи не грають у покер. Moviegram.com.ua. Архів оригіналу за 8 лютого 2018. Процитовано 8 лютого 2018.
12. 1 2 3  Molly’s Game (2017) - Financial Information. The Numbers. Процитовано 14 травня 2023.
13. ↑  Нагороди та номінації фільму Гра Моллі на сайті IMDb (англ.)
14. ↑  Golden Globes: Full list of nominees. BBC News. Архів оригіналу за 6 квітня 2020. Процитовано 11 грудня 2017.
15. ↑  The full list of nominations for the Golden Globes 2018. Guardian. 11 грудня 2017. Архів оригіналу за 4 січня 2018. Процитовано 3 січня 2018.
16. ↑  Оголошено номінантів на «Оскар-2018». Повний перелік. Детектор медіа. 23 січня 2018. Архів оригіналу за 24.01.2018. Процитовано 24.01.2018.